# Гренічешть (комуна)
Гренічешть, Гренічешті (рум. Grănicești) — комуна у повіті Сучава в Румунії. До складу комуни входять такі села (дані про населення за 2002 рік):
- Гренічешть (2031 особа)
- Гура-Солчій (745 осіб)
- Думбрава (417 осіб)
- Роминешть (623 особи)
- Слобозія-Сучевей (568 осіб)
- Якобешть (545 осіб)

Комуна розташована на відстані 374 км на північ від Бухареста, 23 км на північний захід від Сучави, 136 км на північний захід від Ясс.

## Населення
За даними перепису населення 2002 року у комуні проживали 4929 осіб.
Національний склад населення комуни:
| Національність | Кількість осіб | Відсоток |
| -------------- | -------------- | -------- |
| румуни         | 4908           | 99,6%    |
| українці       | 5              | 0,1%     |
| татари         | 2              | < 0,1%   |
| угорці         | 1              | < 0,1%   |
| німці          | 1              | < 0,1%   |

Рідною мовою назвали:
| Мова       | Кількість осіб | Відсоток |
| ---------- | -------------- | -------- |
| румунська  | 4913           | 99,7%    |
| українська | 16             | 0,3%     |

Склад населення комуни за віросповіданням:
| Релігія            | Кількість осіб | Відсоток |
| ------------------ | -------------- | -------- |
| православні        | 3558           | 72,2%    |
| п'ятдесятники      | 1146           | 23,3%    |
| бретрени           | 129            | 2,6%     |
| баптисти           | 23             | 0,5%     |
| адвентисти         | 23             | 0,5%     |
| старообрядці       | 12             | 0,2%     |
| римо-католики      | 7              | 0,1%     |
| не релігійні       | 5              | 0,1%     |
| мусульмани         | 2              | < 0,1%   |
| не вказали релігію | 1              | < 0,1%   |